# Yoshinobu Harada
Yoshinobu Harada (født 17. maj 1986) er en japansk fodboldspiller.
Han har spillet for flere forskellige klubber i sin karriere, herunder Mito HollyHock, V-Varen Nagasaki og Zweigen Kanazawa.